# Bicocca di San Giacomo
Bicocca di San Giacomo è una poesia di Giosuè Carducci, l'ottava nella raccolta Rime e ritmi. L'epigrafe in fine di brano data il componimento "settembre 1891".

## Descrizione
La poesia descrive la battaglia che ebbe luogo a San Michele Mondovì nell'aprile del 1796 durante la campagna napoleonica in Italia, e prende titolo dalla Bicocca di San Giacomo, una cappella posta su un'altura nel territorio di San Michele Mondovì, sulla quale le batterie di artiglieria piemontese furono disposte per contrastare l'avanzata francese.
La poesia si stende per quaranta strofe saffiche (formate da tre endecasillabi e un quinario) in un affresco che a partire dal breve spunto paesaggistico iniziale e nella descrizione della battaglia si amplia in salti nel passato e in profezie del secolo successivo, in un elogio dell'ardore patriottico dei Piemontesi contro i vari nemici che la storia ha fatto loro incrociare. Nella immaginosa retorica del Carducci la battaglia avvenuta presso le rive del torrente Corsaglia prefigura poi l'eroismo di tante imprese risorgimentali, che a cavallo tra Ottocento e Novecento costituivano la mitologia identitaria dell'Italia recentemente unita.

## Fasi
- Versi 1-12: I luoghi della Bicocca di San Giacomo mostrano ancora le tracce di una battaglia.
- Versi 13-24: Gli eroi caduti in quella battaglia non dovettero sopportare le umiliazioni subite di lì a poco dai Savoia a cui era rimasta la sola Sardegna.
- Versi 25-100: La storia ha tessuto in questi luoghi una spola lunga secoli, che invano l'uomo crede di poter controllare. Dalla dominazione romana si tratteggiano i domini Longobardi e le scorrerie arabe dal Tirreno, fino all'avvento della dinastia degli Aleramici che durò fino al XIV secolo.
- Versi 100-130 Ma ben più che il valore di Berengario e dei secoli successivi occorre per fermare l'esercito francese: Napoleone, quasi nuovo Annibale, appare inarrestabile.
- Versi 130-160: ma l'onore degli sconfitti è salvo, e dall'unione di Carlo Emanuele di Savoia-Carignano e Maria Cristina di Sassonia sarebbe nato quel Carlo Alberto, che con Vittorio Emanuele II e Umberto I avrebbe guidato il nuovo regno d'Italia in un avvenire d'unità e fiducia.